# Ruggero Pertile
Ruggero Pertile (Camposampiero, 8 agosto 1974) è un ex maratoneta italiano.

## Biografia
Il suo esordio in maratona risale al 1999, quando a Venezia ferma il cronometro sul tempo di 2h 15' 00”.
Nel 2000 alla Maratona Sant'Antonio di Padova Pertile è vittima di un infortunio poco dopo metà gara, mentre nel 2001 è coinvolto in uno spiacevole quanto incredibile episodio di disorganizzazione nella Maratona di Firenze: al 36º km di gara, mentre si trova in seconda posizione e sta correndo con una proiezione finale di 2h 11', Pertile si ritrova fuori percorso a causa di un'errata indicazione, vanificando così quella che si profilava una ottima prestazione.
Ma nella Maratona di Milano del 2002 Pertile ottiene il suo riscatto: in questa occasione fa registrare il quinto tempo italiano dell'anno (2h 10' 38”).
Il 27 aprile 2003 corre nuovamente la Maratona Sant'Antonio di Padova, giungendo quarto e registrando un tempo di 2h 10' 52” e guadagnandosi la convocazione in azzurro per i Campionati del mondo di atletica leggera di Parigi svoltisi lo stesso anno.
Nel 2006 giunge primo alla Maratona Sant'Antonio di Padova, e con questo risultato diviene Campione Italiano di Maratona.
Nello stesso anno partecipa ai Campionati europei di atletica leggera a Göteborg, dove purtroppo è costretto al ritiro lungo i 42 km di maratona.
All'Olimpiade di Pechino ha rappresentato l'Italia insieme ad Ottaviano Andriani e al campione olimpico di Atene 2004, Stefano Baldini. In questa occasione giunge 15º con un tempo di 2h 15' 39".
Nel 2010 è arrivato 4º nella maratona dei Campionati europei e ha vinto la maratona di Torino in 2h10'58".
Nel 2012 si è piazzato al 10º posto nella maratona alle Olimpiadi di Londra, secondo tra gli atleti europei.
Nel 2014 si è piazzato al 7º posto nella maratona dei Campionati europei.
Ai campionati del mondo di atletica leggera 2015 di Pechino conquista il miglior risultato in carriera, classificandosi al 4º posto.
Nel 2016 Pertile riconquista la vittoria alla Maratona Sant'Antonio di Padova, in 2h 12' 17".

## Le maglie azzurre
- Campionati del mondo di atletica leggera - Pechino, 2015
- Campionati Europei  - Zurigo, 2014
- Giochi Olimpici - Londra, 2012
- Coppa Europa dei 10000m - Bilbao, 2012
- Campionati Europei di Cross - Velenje, 2011
- Campionati Mondiali - Taegu, 2011
- Giochi Olimpici - Pechino, 2008
- Campionati Europei di Cross - Milano, 2006
- Campionati Europei - Göteborg, 2006 – Medaglia d'oro a squadre di maratona
- Campionati Mondiali - Helsinki, 2005
- Campionati Europei di Cross - Edimburgo 2003
- Campionati Mondiali - Parigi 2003 – Medaglia d'argento a squadre di maratona

## Palmarès
| Anno | Manifestazione          | Sede           | Evento         | Risultato | Prestazione | Note                                     |
| ---- | ----------------------- | -------------- | -------------- | --------- | ----------- | ---------------------------------------- |
| 2003 | Mondiali                | Parigi         | Maratona       | 23º       | 2h13'45"    |                                          |
| 2005 | Mondiali                | Helsinki       | Maratona       | 35º       | 2h21'34"    |                                          |
| 2006 | Europei                 | Göteborg       | Maratona       | dnf       | dnf         |                                          |
| 2008 | Giochi Olimpici         | Pechino        | Maratona       | 15º       | 2h13'39"    |                                          |
| 2009 | Giochi del Mediterraneo | Pescara        | Mezza maratona | 4º        | 1h04'49"    |                                          |
| 2010 | Europei                 | Barcellona     | Maratona       | 4º        | 2h19'33"    |                                          |
| 2011 | Mondiali                | Taegu          | Maratona       | 7º        | 2h11'57"    | [ 2 ]                                    |
| 2012 | Giochi Olimpici         | Londra         | Maratona       | 10º       | 2h12'45"    | [ 3 ]                                    |
| 2013 | Giochi del Mediterraneo | Mersin         | Mezza Maratona | Oro       | 1h07'07"    | [ 4 ]                                    |
| 2014 | Europei                 | Zurigo         | Maratona       | 7º        | 2h14'18"    |                                          |
| 2015 | Mondiali                | Pechino        | Maratona       | 4º        | 2h14'22"    | Miglior prestazione personale stagionale |
| 2016 | Europei                 | Amsterdam      | Mezza maratona | 29º       | 1h05'48"    |                                          |
| 2016 | Giochi Olimpici         | Rio de Janeiro | Maratona       | 38º       | 2h17'30"    |                                          |

## Campionati nazionali
2006
- Oro ai campionati italiani di maratona - 2h11'17"

## Altre competizioni internazionali
1999
- 12º alla Maratona di Venezia ( Venezia) - 2:15:00

2000
- 17º alla Maratona Sant'Antonio ( Padova) - 2:34:00

2001
- Squalificato alla Maratona di Firenze ( Firenze)

2002
- 5º alla Maratona di Milano ( Milano) - 2:10:39

2003
- 4º alla Maratona Sant'Antonio ( Padova) - 2:10:53

2004
- Oro alla Maratona di Roma ( Roma) - 02:10:13
- Bronzo alla Maratona d'Italia ( Carpi) - 2:10:22
- Oro alla Mezza maratona di Ravenna ( Ravenna) - 1h03'50"

2005
- 8º alla Maratona del lago Biwa ( Ōtsu) - 2:11:18

2006
- Oro alla Maratona Sant'Antonio ( Padova) - 2:11:17 (valida come campionato italiano)

2007
- 7º alla Maratona di Boston ( Boston) - 2:16:13
- 6º alla Maratona di New York ( New York) - 2:13:01

2009
- Argento alla Maratona di Torino ( Torino) - 2:09:53

2010
- Oro alla Maratona di Torino ( Torino) - 2:10:58

2011
- Argento alla Maratona di Milano ( Milano) - 2:11:23

2012
- 12º alla Maratona del lago Biwa ( Ōtsu) - 2:10:06

2013
- Oro alla Unesco Cities Marathon ( Udine) - 2:16:20 (valida come campionato italiano)

2016
- Oro alla Maratona Sant'Antonio ( Padova) - 2:12:17